# Ribić Breg
Ribić Breg is een plaats in de gemeente Ivanec in de Kroatische provincie Varaždin. De plaats telt 146 inwoners (2001).